# Suo jüan
A Sou jüan (Shuo yuan) (magyarul: A történetek kertje vagy Beszélgetések kertje) a Csin (Qin)-kor előttitől, a Nyugati Han-dinasztia idejéig terjedő időszakban született történetek, anekdoták gyűjteménye, amelyet a konfuciánus tudós, Liu Hsziang (Liu Xiang) (劉向; i. e. 77–6) állított össze és kommentált.

## Története
A kötet összeállítója, Liu Hsziang (Liu Xiang) egy helyen azt állítja, hogy a mű összeállításához a Suo jüan ca si (Shuo yuan za shi) (《說苑雜事》) című mű anyagát használta, majd a duplikátumokat – a kínai szerkesztési gyakorlattal összhangban – megsemmisítette, amelyek egyébként „túl felszínesek és ellentmondásosak voltak”. Majd az így összeállt anyagot egészítette ki a klasszikus filozófusok műveiben fellelhető színes, tanulságos történetekkel, és a Hszin jüan (Xin yuan) (《新苑》) címet adta neki. A szöveg modern kutatói azonban bizonytalanok a tekintetben, hogy a Suo jüan ca si (Shuo yuan za shi) Liu Hsziang (Liu Xiang) szándéka szerint csakugyan egy mű címet jelöl-e, avagy a felhasznált történetek rengetegjének vegyes anyagának költői megnevezése csupán. Hszü Fu-kuan (Xu Fuguan) (徐復觀; 1904–1982) azon a véleményen volt, hogy a mű eredeti címe a Hszin jüan (Xin yuan) lehetett, de amikor Pan Ku (Ban Gu) (班固; 32-92) összeállította Liu Hsziang (Liu Xiang) életrajzát, szándékosan vagy véletlenül a mű címét Suo jüan (Shuo yuan)ra változtatta. A sok mű keletkezési körülményeinek bizonytalanságai mellett is, annyi biztosan kijelenthető, hogy a ma Suo jüan (Shuo yuan) címen ismert, 20 fejezetben (csüan (juan) 卷), eredetileg összesen 784 tételt (csang (zhang) 章) – a ma ismert változatában csupán 639 tételt –tartalmazó gyűjtemény összeállítója Liu Hsziang (Liu Xiang) volt, aki munkáját i. e. 17-ben mutatta be a császári udvarban.

## Tartalma
A Suo jüan (Shuo yuan) erkölcs nemesítő, oktató jellegű történetek, valamint politikai intelmek gyűjteménye. A Hszin-hszü (Xinxu)höz hasonlóan zömében a Suo jüan (Shuo yuan) is korábbi művek anyagából merít. A 20 fejezet mindegyike egy-egy külön téma, melyeket az egymás után következő történetek hivatottak szemléltetni. A témák egy része azzal foglalkozik, hogy az uralkodóknak tehetséges és erkölcsös hivatalnokokat kell alkalmaznia, még akkor is, ha azok jobbító szándékú kritikával illetik. Olyan témák is találhatók, amelyek történetei arról győzik meg az olvasót, hogy milyen hasznos meghallgatni és megfogadni a tanácsokat. A további fejezetekben tárgyalt témák között olyanok találhatók, mint például a politikai óvatosság, körültekintés fontossága, a hadsereg békeidőben való felkészítése, a szertartások és a rítusok megfelelő gyakorlása, a mértékletességhez, szerénységhez való ragaszkodás.

## Külső hivatkozás
- 《說苑 - Shuo Yuan》 Chinese Text Project